# Isabel Stuart (1676-1681)
Isabel Stuart (Londres, 28 de agosto de 1676 - Londres, 2 de março de 1681), era filha do futuro rei Jaime II de Inglaterra e sua segunda esposa, Maria de Módena.
Isabel nasceu no Palácio de St. James em Londres. Ela era a segunda filha de Jaime e Maria, depois de sua irmã Catarina Laura, que morreu onze meses antes do nascimento de Isabel. Isabel teve duas meias-irmãs mais velhas do primeiro casamento de seu pai com Ana Hyde: Maria e Ana; ambos se tornariam as rainhas reinantes da Inglaterra. Os avós paternos de Isabel eram Carlos I de Inglaterra e sua esposa Henriqueta Maria de França; os avós maternos eram Afonso IV de Módena e Laura Martinozzi.

## Biografia
Durante a maior parte de sua vida, Isabel foi a única filha do casal real e, portanto, a quarta na fila do trono (atrás de seu pai, Maria e Ana). Ela foi transferida para um lugar após o nascimento de seu irmão Carlos Stuart, Duque de Cambridge; no entanto, ele morreu de varíola depois de viver apenas um mês, então Isabel foi promovida de volta ao quarto lugar na fila. Em 1678, Isabel se juntou a outra irmã, Isabel, que também teve vida curta.
Sua família teve um retrato dela pintado por Sir Peter Lely.
Em 1678, quando Isabel tinha dois anos, o Complô papista levou o exílio de seus pais a Bruxelas para ficar com Maria. O casal real estava acompanhado por Isabel e Ana.
Um relato de que seu tio, rei Carlos, estava muito doente, enviou a família correndo de volta para a Inglaterra. Eles temiam que o filho mais velho ilegítimo do rei, Jaime Scott, 1.º Duque de Monmouth e comandante das forças armadas da Inglaterra, pudesse usurpar a coroa se Carlos morresse na ausência deles. Monmouth contou com o apoio dos exclusionistas, que detinham uma maioria na Câmara dos Comuns da Inglaterra. Carlos sobreviveu, mas, sentindo que a família retornou aos tribunais muito cedo, enviou Jaime e Maria para Edimburgo, onde pelos três anos seguintes eles permaneceram intermitentes no dilapidado Palácio de Holyrood, enquanto Ana e Isabel ficaram em Londres sob as ordens de Carlos. O casal foi convocado para Londres em fevereiro de 1680, apenas para retornar novamente a Edimburgo naquele outono; Dessa vez, eles assumiram uma posição mais honrosa: Jaime foi criado Comissário do Rei na Escócia. A separação de Isabel fez com que sua mãe afundasse em um estado de tristeza, exacerbada pela aprovação do projeto de exclusão no Commons.
Lady Isabel, até agora a única filha de Maria que sobreviveu à infância, morreu de causas naturais em março de 1681, cinco meses antes de seu quinto aniversário, no Palácio de St. James, o local de seu nascimento. Ela foi enterrada na Abadia de Westminster em 4 de março (Estilo antigo) como "A Senhora Isabel, filha do Duque de Iorque.
A morte de Isabel mergulhou sua mãe em uma mania religiosa, preocupando seu médico. Ao mesmo tempo em que as notícias chegaram à morte de Holyrood, Isabel, sua avó materna, Laura Martinozzi, foi falsamente acusada de oferecer £ 10.000 pelo assassinato do rei. O acusador, um panfleto, foi executado por ordem do rei.
Quatro anos após a morte de Isabel, seu pai sucedeu como rei da Inglaterra.